# Amygdalus
- Commons
- Wikispecies

Amygdalus é um sub-género botânico, classificado no género Prunus da família das rosáceas. As espécies incluídas neste taxon designam-se como amendoeiras e pessegueiros e detêm interesse económico como fonte de frutos consumidos na alimentação humana. O subgénero Amygdalus é originário da Eurásia.
No sistema de classificação de Linné de 1753 era considerado um gènero.

## Espécies
- Prunus dulcis D.A. Webb (=Prunus amygdaloides) (amendoeira comum)
- Prunus sweginzowii Koehne
- Prunus tangutica Batal
- Prunus bucharica Korsch.
- Prunus fasciculata
- Prunus fenzliana Fritsh
- Prunus pendunculata (Pall.) Maxim.)
- Prunus spinosissima (Bge.) Franch.
- Prunus tenella Batsch.
- Prunus triloba Lindl.
- Prunus ×amygdalo-persica Rehd. (Prunus dulcis × Prunus persica)
- Prunus davidiana (Carr.) Franch.
- Prunus kansuensis Rehd.
- Prunus mira Koehne
- Prunus persica (L.) Batsch.
- Lista completa

## Classificação do gênero
| Sistema | Classificação                      | Referência               |
| ------- | ---------------------------------- | ------------------------ |
| Linné   | Classe Icosandria, ordem Monogynia | Species plantarum (1753) |